# Anissa Tann
Anissa Tann (10 de outubro de 1967) é uma ex-futebolista profissional australiana que atuava como defensora.

## Carreira
Anissa Tann representou a Seleção Australiana de Futebol Feminino, nas Olimpíadas de 2000.